# Liste der Monuments historiques in Morainvilliers
Die Liste der Monuments historiques in Morainvilliers führt die Monuments historiques in der französischen Gemeinde Morainvilliers auf.

## Liste der Bauwerke
| Bezeichnung     | Beschreibung              | Standort | Kennzeichnung | Schutzstatus | Datum | Bild           |
| --------------- | ------------------------- | -------- | ------------- | ------------ | ----- | -------------- |
| Kirche St-Léger | Erbaut im 12. Jahrhundert | (Lage)   | PA00087553    | Inscrit      | 1937  | weitere Bilder |

## Liste der Objekte

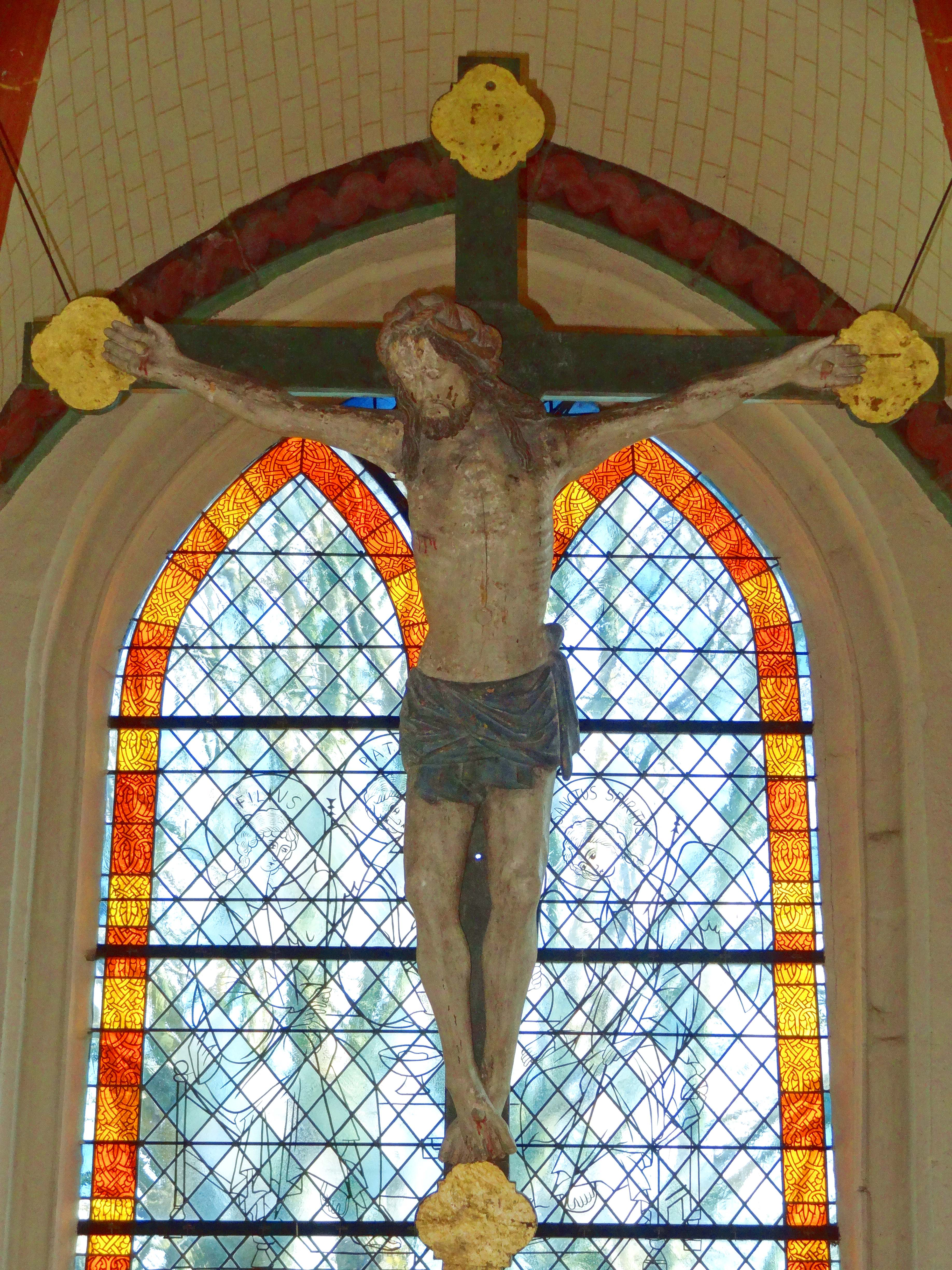
Kreuz in der Kirche St-Léger

- Monuments historiques (Objekte) in Morainvilliers in der Base Palissy des französischen Kultusministeriums